# Sporothrix inusitatiramosa
Sporothrix inusitatiramosa är en svampart som beskrevs av H.Z. Kong 1991. Sporothrix inusitatiramosa ingår i släktet Sporothrix och familjen Ophiostomataceae.   Inga underarter finns listade i Catalogue of Life.